# شهرستان حوره ووادی العین
ناحیهٔ حوره ووادی العین (به عربی: مدیریة حورة ووادی العین) یک ناحیه در یمن است که در استان حضرموت واقع شده‌است.
ناحیهٔ حوره ووادی العین  ۲۸٬۴۷۴ نفر جمعیت دارد.